# Liste von Söhnen und Töchtern der Stadt Lowell (Massachusetts)
Dies ist eine Liste bekannter Persönlichkeiten, die in der US-amerikanischen Stadt Lowell (Massachusetts) geboren wurden. Die Liste erhebt keinen Anspruch auf Vollständigkeit.

## 19. Jahrhundert

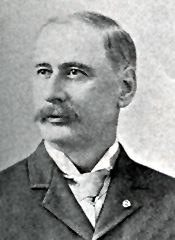
William F. Draper
(1842–1910)

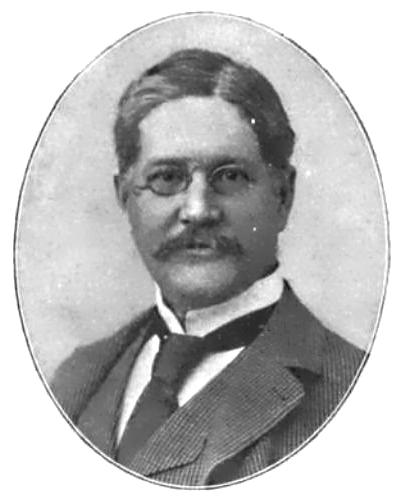
Charles Herbert Allen
(1848–1934)

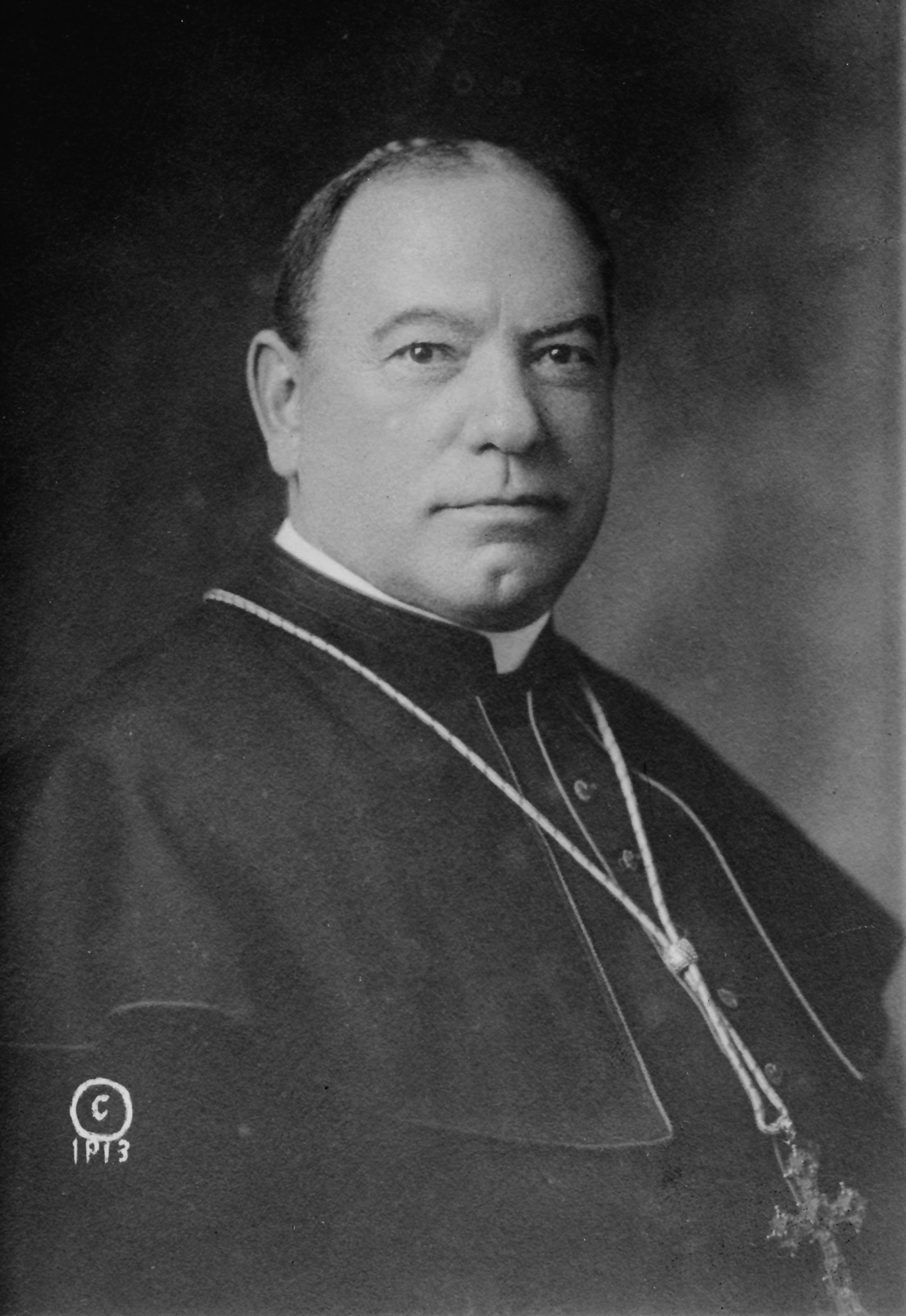
William Henry O’Connell
(1859–1944)

- Andrew K. Hay (1809–1881), Politiker
- George Bassett Clark (1827–1891), Astronom und Teleskopbauer
- John Morrill Abbott (1829–1868), Organist und Komponist
- Frederick Aiken (1832–1878), Jurist, Offizier und Journalist
- James McNeill Whistler (1834–1903), Maler
- Jeremiah Henry Murphy (1835–1893), Politiker
- James Theodore Harahan (1841–1912), Eisenbahnmanager
- William F. Draper (1842–1910), Politiker
- Sarah Wyman Whitman (1842–1904), Künstlerin
- Charles Herbert Allen (1848–1934), Politiker und Künstler
- Edward Patrick Allen (1853–1926), römisch-katholischer Bischof von Mobile
- George Chadwick (1854–1931), Komponist
- Walter Lofthouse Dean (1854–1912), Marinemaler und Kunstpädagoge
- Charles Jasper Glidden (1857–1927), Telefon-Pionier, Finanzier und Förderer des Automobils
- Jack Corcoran (1858–1935), Baseballspieler[1]
- Willard Leroy Metcalf (1858–1925), Maler
- William Henry O’Connell (1859–1944), römisch-katholischer Erzbischof von Boston
- Frederick Pearson (1861–1915), Ingenieur und Unternehmer
- John Bernard Delany (1864–1906), römisch-katholischer Bischof von Manchester
- Fred Winchester Sladen (1867–1945), Generalmajor der United States Army
- Butler Ames (1871–1954), Politiker
- John Jacob Rogers (1881–1925), Politiker
- Harold Saxton Burr (1889–1973), Professor für Anatomie
- James P. Hogan (1890–1943), Filmregisseur
- Thomas Francis Markham (1891–1952), römisch-katholischer Weihbischof in Boston
- Joe Vincent Meigs (1892–1963), Gynäkologe
- Ernest N. Harmon (1894–1979), Offizier und Moderner Fünfkämpfer
- Allen Hobbs (1899–1960), Marineoffizier

## 20. Jahrhundert

### 1901–1950

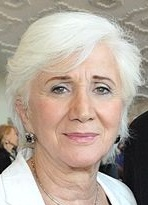
Olympia Dukakis
(1931–2021)

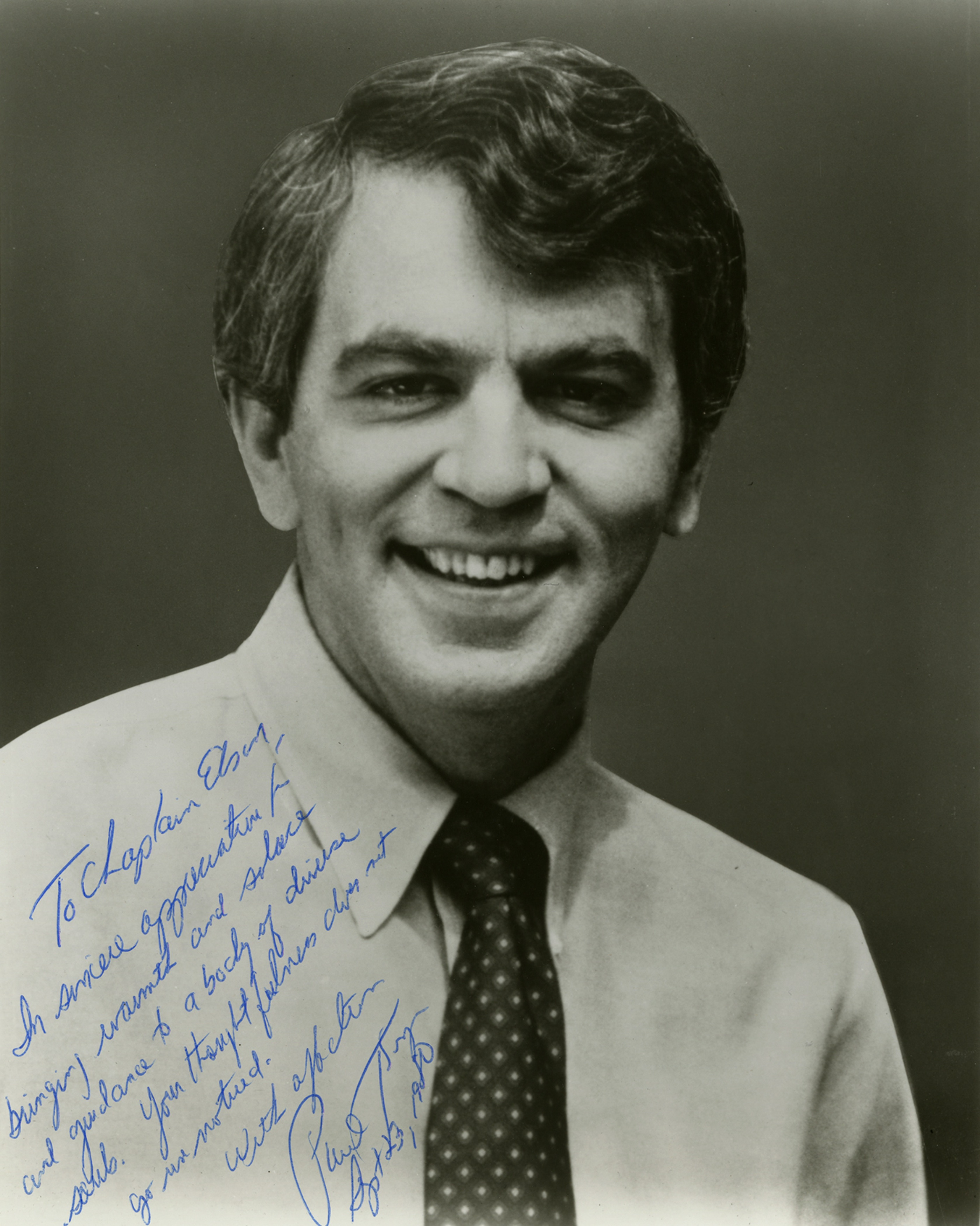
Paul Tsongas
(1941–1997)

- Helen Hogg (1905–1993), kanadische Astronomin
- Al Travers (1906–1993), Boxer[2]
- Charles Stacy French (1907–1995), Biochemiker und Erfinder
- Bette Davis (1908–1989), Schauspielerin
- Vito Paulekas (1913–1992), Künstler und Lebenskünstler
- Milton Selzer (1918–2006), Schauspieler
- Charles Sweeney (1919–2004), General der US-Luftwaffe
- Nancy Kelly (1921–1995), Schauspielerin
- F. Bradford Morse (1921–1994), Politiker
- Jack Kerouac (1922–1969), Schriftsteller
- Johnny Thomson (1922–1960), Autorennfahrer
- Harold A. Goolishian (1924–1991), Psychologe und Pionier der Familientherapie
- Philip Francis Smith (1924–2002), katholischer Erzbischof von Cotabato
- Lee Grodzins (1926–2025), Physiker
- Rosalind Elias (1930–2020), Opernsängerin (Mezzosopran)
- Olympia Dukakis (1931–2021), Schauspielerin
- Dean Tavoularis (* 1932), Szenenbildner
- Robert Tessier (1934–1990), Schauspieler und Stuntman
- Mark Goddard (1936–2023), Schauspieler
- Roger Boisjoly (1938–2012), Ingenieur
- Roger Paul Morin (1941–2019), römisch-katholischer Geistlicher, Bischof von Biloxi
- Paul Tsongas (1941–1997), Politiker
- Charlie Banacos (1946–2009), Musikpädagoge

### 1951–2000

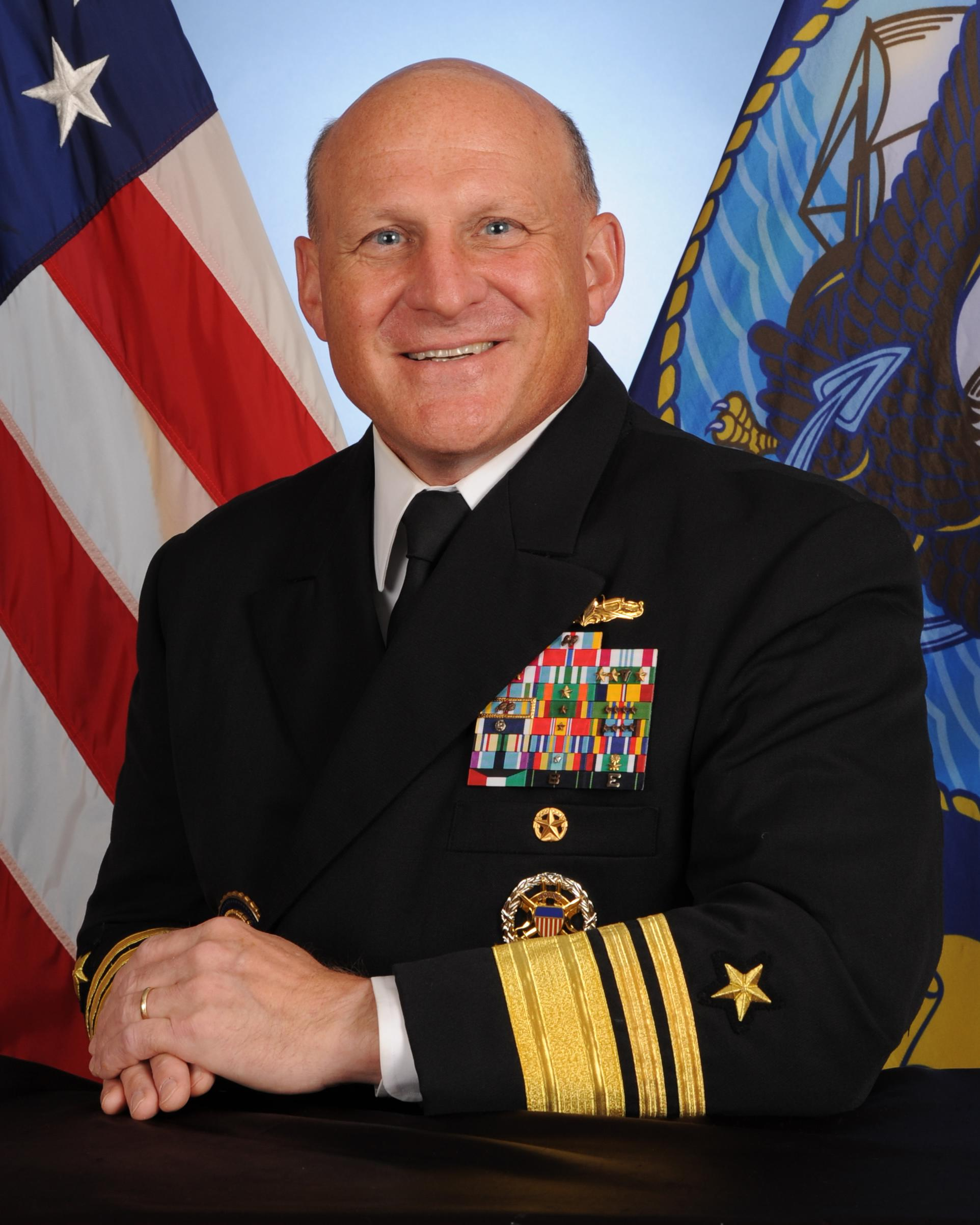
Michael M. Gilday
(* 1962)

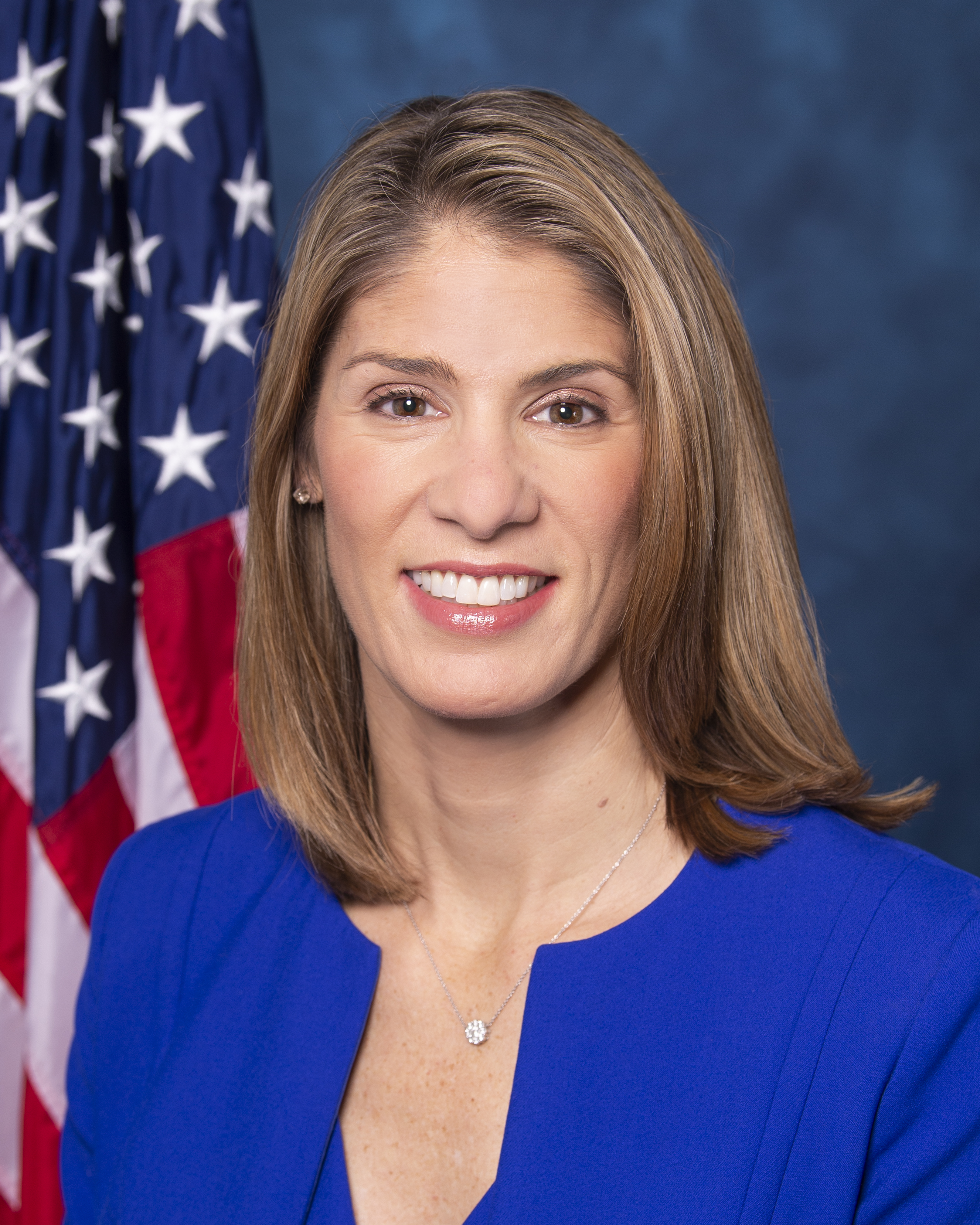
Lori Trahan
(* 1973)

- John Ogonowski (1951–2001), Flugkapitän, Pilot von American-Airlines-Flug 11
- Mark DeSaulnier (* 1952), Politiker
- Maryann Plunkett (* 1953), Film-, Fernseh- und Theaterschauspielerin
- Marty Meehan (* 1956), Jurist und Politiker
- Richard M. Linnehan (* 1957), Astronaut
- Mike Mastrullo (* 1957), italienischer Eishockeyspieler[3]
- Boney James (* 1961), Saxophonist
- Michael M. Gilday (* 1962), Admiral[4]
- Michael Chiklis (* 1963), Schauspieler
- James Costos (* 1963), Diplomat
- Shelagh Donohoe (* 1965), Ruderin
- Micky Ward (* 1965), Boxer
- Jon Morris (* 1966), Eishockeyspieler
- Vince Vouyer (* 1966), Pornodarsteller
- Scott Grimes (* 1971), Schauspieler
- Lori Trahan (* 1973), Politikerin
- Billy Pappas (* 1984), Tischfußballer und Pokerspieler

## 21. Jahrhundert
- Jennie Gai (* 2001), Badmintonspielerin